# Obere Glasschleife
Obere Glasschleife ist ein Gemeindeteil der Kreisstadt Roth im Landkreis Roth (Mittelfranken, Bayern). Obere Glasschleife liegt in der Gemarkung Roth.

## Geographische Lage
Unmittelbar nördlich des Dorfes fließt der Brunnbach, ein rechter Zufluss der Rednitz, direkt östlich des Ortes liegt der Schleifweiher. Im Norden grenzt das Waldgebiet „Vorbild“ an. Eine Gemeindeverbindungsstraße führt nach Roth zur Staatsstraße 2409 (1,2 km südwestlich) bzw. nach Meckenlohe (2,6 km nordöstlich), eine weitere führt nach Pfaffenhofen zur St 2409 (1,8 km nordwestlich).

## Geschichte
Gegen Ende des 18. Jahrhunderts gehörte Obere Glasschleife zur Realgemeinde Roth. Es gab ein Anwesen. Das Hochgericht übte das brandenburg-ansbachische Oberamt Roth aus. Das Anwesen hatte das Stadtrichteramt Roth als Grundherrn. Unter der preußischen Verwaltung (1792–1806) des Fürstentums Ansbach erhielt Obere Glasschleife die Hausnummer 195 des Ortes Roth.
Von 1797 bis 1808 unterstand der Ort dem Justiz- und Kammeramt Roth. Im Rahmen des Gemeindeedikts wurde Obere Glasschleife dem 1808 gebildeten Steuerdistrikt Roth und der 1811 gegründeten Munizipalgemeinde Roth zugeordnet.

### Baudenkmal
- Mittelalterliches Steinkreuz[7]

### Einwohnerentwicklung
| Jahr      | 001818 | 001840 | 001861 | 001871 | 001885 | 001900 | 001925 | 001950 | 001961 | 001970 | 001987 |
| Einwohner | 19     | 8      | 24     | 12     | 11     | 15     | 10     | *      | *      | 68     | *      |
| Häuser    | 4      | 2      |        |        | 3      | 2      | 2      | *      | *      |        | *      |
| Quelle    | [ 9 ]  | [ 10 ] | [ 11 ] | [ 12 ] | [ 13 ] | [ 14 ] | [ 15 ] | [ 16 ] | [ 17 ] | [ 18 ] | [ 19 ] |

## Religion
Obere Glasschleife ist evangelisch-lutherisch geprägt und bis heute nach Zu unserer lieben Frau (Roth) gepfarrt. Die Katholiken sind nach Maria Aufnahme in den Himmel (Roth) gepfarrt.